# Mathilde Walker
Mathilde Walker (* 27. September 1842 in Stuttgart; † nach 1903) war eine deutsche Dichterin.

## Leben
Mathilde Walker wurde 1842 in Stuttgart geboren. Sie war die Tochter eines königlichen Beamten. Früh begann sie, Eindrücke in Gedichtform zu fassen, veröffentlichte diese jedoch erst spät. Sie lebte ab 1866 in der Schweiz, unter anderem auf Schloss Louisenberg im Kanton Thurgau bei Baronin Emilie von Breidenbach bis zu deren Tode 1903.

## Werke
- Gedichte. E. Greinersche Verlagsbuchhandlung, Stuttgart 1881.[2]
- Aus des Lenzes Füllhorn. E. Greinersche Verlagsbuchhandlung, Stuttgart 1884.[3]